# Alla Demidova
Pour les articles homonymes, voir Demidova.
Alla Sergueïevna Demidova (en russe : А́лла Серге́евна Деми́дова), née à Moscou le 29 septembre 1936 , est une actrice soviétique puis russe de renommée internationale connue pour ses scènes tragiques de pièces théâtrales innovantes mises en scène par Iouri Lioubimov au Théâtre de la Taganka. Elle a reçu le Prix d'État de l'URSS en 1977.

## Filmographie
- 1968 : Six juillet (Шестое июля) de Youli Karassik : Maria Spiridonova
- 1969 : Tchaïkovski d'Igor Talankine : Julia von Meck
- 1971 : Toi et moi de Larissa Chepitko
- 1975 : Le Miroir d'Andreï Tarkovski : Lisa Pavlovna
- 1978 : La Fleur écarlate d'Irina Povolotskaïa : Auberine
- 1979 : Le Verre d'eau (Стакан воды) de Youli Karassik : duchesse de Marlborough
- 1981 : La Mouette de Youli Karassik
- 1981 : Le Chien des Baskerville d'Igor Maslennikov (téléfilm)
- 1982 : La Dame de pique d'Igor Maslennikov
- 1987 : Kreytserova sonata (adaptation de La Sonate à Kreutzer) de Mikhail Schweitzer
- 2004 : L'Accordeur (Настройщик, Nastroïchtchik) de Kira Mouratova : Anna Sergueïevna
- 2012 : L'Éternel Retour (Вечное возвращение) de Kira Mouratova :

## Récompenses
- 2005 : Aigle d'or du meilleur rôle féminin pour le film L'Accordeur de Kira Mouratova.